# Ulrich V. (Hanau)
Ulrich V. von Hanau (* um 1370; † 1419 (vermutlich) in Schaafheim) war Regent der Herrschaft Hanau von 1380 bis 1404.

## Kindheit
Er stammte aus dem Adelsgeschlecht Hanau. Sein genauer Geburtstag und sogar das Geburtsjahr von Ulrich V. sind unbekannt, weil aus mittelalterlicher Sicht das Todesdatum wegen der Gedächtnismessen viel wichtiger war als der Geburtstag. Andererseits ist auch sein Sterbejahr und Sterbetag nicht sicher überliefert, da er nach seiner Absetzung als Herr von Hanau von der Familie „totgeschwiegen“ wurde.
Ulrich V. wurde als ältester Sohn Ulrichs IV. von Hanau um das Jahr 1370 geboren. Bereits 1380 verstarb sein Vater und er erbte die Herrschaft.
Einer der Söhne Ulrichs IV. war 1390 als Student in der Universität Heidelberg eingeschrieben. Der entsprechende Eintrag in den Matrikeln nennt keinen Rufnamen, sondern spricht nur von einem „domicellus de Hanaw“. Da Ulrich V. zu diesem Zeitpunkt schon regierte, ist es unwahrscheinlich, dass er der hier genannte Student war.

## Vormundschaft
Da er zum Zeitpunkt des Erbes noch minderjährig war, wurde für ihn eine Vormundschaft eingerichtet, die durch den Vater seiner Verlobten, den Grafen Gottfried VIII. von Ziegenhain ausgeübt wurde. Diese bestand bis etwa zum Jahr 1388.

## Regierung
1389 nahm er zusammen mit Kurfürst Ruprecht I. von der Pfalz am Städtekrieg, einem Konflikt zwischen Adel und aufstrebenden Städten, und an der Kronberger Fehde (auf der Seite der Sieger) teil. Im Jahr 1400 befand er sich unter den Friedberger Burgmannen, die beauftragt wurden, mit König Ruprecht über die Huldigung zu verhandeln, nachdem König Wenzel abgesetzt worden war.

## Regierungskrise und Absetzung
Zwei wesentliche Gründe führten zur Absetzung Ulrichs V.:
- Das Fehlen eines männlichen Erben bedrohte den Fortbestand der Familie. Das „Primogeniturstatut“, ein Familienvertrag des Hauses Hanau aus dem Jahr 1375, bestimmte zudem, dass nur der älteste Sohn in der Regentschaft folgte und heiraten durfte. Diese Bedrohung sollte zunächst ein Familienvertrag von 1391 beseitigen. Er sah unter anderem vor, dass das Heiratsverbot für Ulrichs jüngeren Bruder Reinhard nach zehn Jahren aufgehoben werden sollte, falls Ulrich V. keine männlichen Erben zeugte. Diese Frist lief 1401 ab.
- Weiter lässt sich seit 1394, verstärkt seit 1396, nachweisen, dass Ulrich V. in ökonomische Schwierigkeiten geriet – trotz der aus dem Städtekrieg und nach der Schlacht bei Kronberg von Frankfurt erlangten Entschädigungszahlungen. Eventuell hatte er sich durch seine „außenpolitischen“ Aktivitäten finanziell übernommen. Das Dorf Hochstadt verpfändete er an Frankfurt, das Amt Joßgrund an die Herren von Thüngen und schließlich sogar die beiden Städte Hanau und Babenhausen an den anderen politischen Konkurrenten und Nachbarn, den Erzbischof Johann II. von Mainz, der damit faktisch zum Mitregenten in der Herrschaft Hanau wurde. Allerdings waren Ulrich V. und seine Brüder Neffen zweiten Grades des Mainzer Erzbischofs. Möglicherweise als Folge dieser Episode wurde noch Jahrhunderte später in Hanau der Märteswein ausgeschenkt.

Seit etwa 1395 ist eine Koalition aus Reinhard und dem jüngeren Bruder der beiden, Johann, festzustellen, die unabhängig und getrennt von Ulrich V. auftraten und zum Teil eine gegen ihn gerichtete Politik verfolgten. Es kam zu offenem Streit, der erstmals mit einem Vergleich im Jahr 1398 beigelegt wurde. Gleichwohl kam es weiter zu Auseinandersetzungen bis hin zur Fehde.
Ab 1400, verstärkt ab 1402, scheinen sich Reinhard II. und Johann politisch dem Erzbischof Johann II. von Mainz genähert zu haben, der schließlich in dem innerfamiliären Streit in Hanau die Fronten wechselte und Ulrich V. fallen ließ.
So kam es im Jahr 1404 zu einer stufenweisen Entmachtung Ulrichs V. Am 20. Februar 1404 trat er die Regierung an Reinhard II. und Johann ab, am 26. November 1404 erfolgte die endgültige Abdankung, indem er seine Untertanen anwies, seinen Brüdern zu huldigen. Schon zuvor hatte seine Frau, gegen eine Abfindung, auf alle Ansprüche an die Herrschaft Hanau verzichtet, ohne dass Ulrich V. in dieser Urkunde überhaupt noch erwähnt wurde.
Die Begründung, eine psychische Störung habe Ulrich V. zu seiner Abdankung gezwungen, trifft nicht zu. Dieses Argument tritt erst in der Historiographie des 18. und 19. Jahrhunderts auf, um den Verstoß gegen das Primogeniturstatut zu rechtfertigen, findet aber keinen Anhaltspunkt in den Urkunden, die anlässlich der Abdankung ausgestellt wurden.
Reinhard II. und Johann regierten zunächst gemeinsam, Reinhard II. später alleine, nachdem Johann 1411 gestorben war.

## Tod
Nachrichten über Ulrich V. nach seiner Abdankung gibt es kaum. Er soll zunächst in Frankfurt, später im Amt Babenhausen gelebt haben. Urkundlich belegt ist, dass seine Frau sich von ihm getrennt hatte. Er soll 1419 in Schaafheim gestorben sein.

## Familie
Ulrich V. heiratete 1394 Elisabeth von Ziegenhain (* ca. 1375; † 1. Dezember 1431), Tochter des Grafen Gottfried VIII. von Ziegenhain. Die Ehe blieb allerdings ohne männliche Erben. Ihre Töchter waren:
1. Elisabeth (* ca. 1395; † 25. Mai 1475), verheiratet 1413 mit Albrecht I. von Hohenlohe († 15. Juni 1429)
2. Agnes († 22. November 1446), Äbtissin des Klosters Klarenthal
3. Adelheid († 13. November 1440), Nonne im Kloster Klarenthal

## Abstammung
| Ahnentafel Graf Philipp Ludwig II. von Hanau-Münzenberg | Ahnentafel Graf Philipp Ludwig II. von Hanau-Münzenberg                         | Ahnentafel Graf Philipp Ludwig II. von Hanau-Münzenberg                              | Ahnentafel Graf Philipp Ludwig II. von Hanau-Münzenberg                                              | Ahnentafel Graf Philipp Ludwig II. von Hanau-Münzenberg                                              | Ahnentafel Graf Philipp Ludwig II. von Hanau-Münzenberg | Ahnentafel Graf Philipp Ludwig II. von Hanau-Münzenberg |
| ------------------------------------------------------- | ------------------------------------------------------------------------------- | ------------------------------------------------------------------------------------ | --- | --- | ------------------------------------------------------- | ------------------------------------------------------- |
| Urgroßeltern                                            | Ulrich II. (* 1280; † 1346) ⚭ Agnes von Hohenlohe (* vor 1295; † 1343)          | Graf Gerlach von Nassau (* 1285; † 1361) ⚭ Landgräfin Agnes von Hessen (* ?; † 1332) | Graf Rudolf III. von Wertheim (* 1302; † 1355) ⚭ Elisabeth von Breuberg (* ?; † 1358)                | Burggraf Friedrich IV. von Hohenzollern (* 1287; † 1332) ⚭ Margarete von Kärnten (* ?; † n. 1348)    |                                                         |                                                         |
| Großeltern                                              | Ulrich III. (* ca. 1310; † 1369/70) ⚭ Gräfin Adelheid von Nassau (* ?; † 1344)  | Ulrich III. (* ca. 1310; † 1369/70) ⚭ Gräfin Adelheid von Nassau (* ?; † 1344)       | Graf Eberhard I. von Wertheim (* ?; † 1373) ⚭ Burggräfin Katharina von Hohenzollern (* ?; † n. 1369) | Graf Eberhard I. von Wertheim (* ?; † 1373) ⚭ Burggräfin Katharina von Hohenzollern (* ?; † n. 1369) |                                                         |                                                         |
| Eltern                                                  | Ulrich IV. (* 1330/40; † 1380) ⚭ Gräfin Elisabeth von Wertheim (* 1347; † 1378) | Ulrich IV. (* 1330/40; † 1380) ⚭ Gräfin Elisabeth von Wertheim (* 1347; † 1378)      | Ulrich IV. (* 1330/40; † 1380) ⚭ Gräfin Elisabeth von Wertheim (* 1347; † 1378)                      | Ulrich IV. (* 1330/40; † 1380) ⚭ Gräfin Elisabeth von Wertheim (* 1347; † 1378)                      |                                                         |                                                         |
| Ulrich V.                                               |                                                                                 |                                                                                      | | |                                                         |                                                         |